# Aarre Merikanto

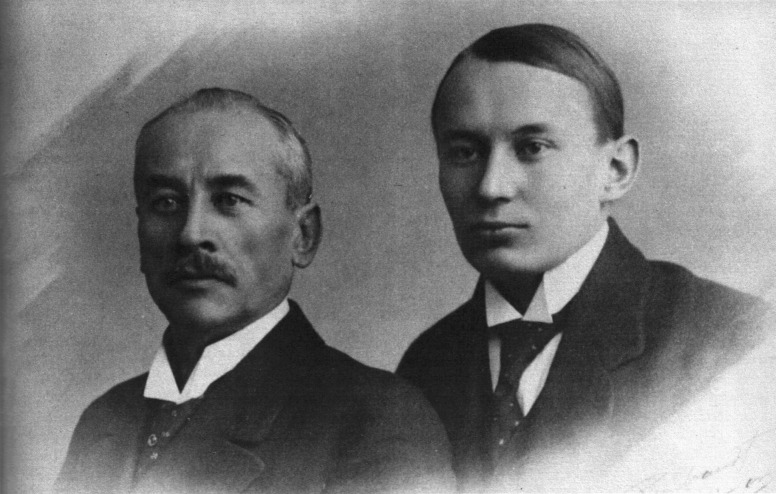
Oskar Merikanto e Aarre Merikanto (1911).

Aarre Merikanto (Helsínquia, 29 de junho de 1893 – Helsínquia, 28 de setembro de 1958) foi um compositor finlandês. O seu pai foi o compositor Oskar Merikanto. Aarre Merikanto estudou a música em Helsínquia (1911), Leipzig (1912–1914) e Moscovo (1916–1917).

## Composições (selecionadas)
- Juha (uma ópera, 1920–1922)
- Ekho (1922)
- Fantasia (1923)
- Pan (1924)
- Concerto para violino no. 2 (1925)
- Concerto para nove instrumentos (1925)
- Notturno (1929)
- Concertos para piano no. 2 (1935–1937) e no. 3 (1955)

## Lista cronológica de composições
- 1911 Helena, 1act opera, soli pno, performed once, then mutilated
- 1912 Ballade, pno, lost
- 1912 Lieder Ohne Worte I-II, pno
- 1912 String Trio, lost
- 1913 Impromptu b, pno
- 1913 op. 3 Piano Concerto 1f#
- 1913 String Quartet c#, unfin, lost
- 1913 String Quartet g, lost
- 1914 Concert Ouverture, lost
- 1914 Serenade, vcl str
- 1914–16 op. 5 Symphony 1 b
- 1915 Music for Violin & Piano
- 1915 op. 8 Theme 5 Variations & Fugue, orch, originally 9 variations
- 1915 op. 9 Violin Concerto 1 g
- 1915 Savannah-la-Mar, sop orch
- 1916 Cavatina, vln pno
- 1916 Four Pieces, pno
- 1916 Moderato sentito, vln or vcl +pno, lost
- 1916 op. 10 Lemminkainen, tone poem
- 1917 A Dream, tone poem, lost
- 1917 op. 17 String Quartet e
- 1917 Piano Trio a
- 1918 Alla Marcia, Finland's Young Guard, pno or orch
- 1918 Impression on Jail, vln pno
- 1918 op. 19 Symphony 2 A, War
- 1919 Andantino, pno
- 1919 Illusion, pno
- 1919 Little Tale, pno
- 1919 op. 20 Six Pieces, pno
- 1919 op. 21 Cello Concerto 1 D
- 1919 Pièces Héroiques, pno 4hnds
- 1920–22 op. 25 Juha (Aino Ackté), 3act opera
- 1922 Andantino, vln pno
- 1922 Autumn Sonnet, sop orch
- 1922 Echo, sop orch
- 1923 Fantasy, orch
- 1924 op. 28 Pan, tone poem
- 1925 Concerto for vln cl hn strsextet, Schott Concerto
- 1925 op. 30 Violin Concerto 2
- 1925 Sketch for piano
- 1925 Song of the Twilight, pno
- 1925 Suite, orch
- 1925 To the Last Living Being, vv
- 1925–26 Nonet, pno fl c-ang cl 2vln vla vcl db
- 1926 Konzertstuck, cello small orch
- 1926 Moderta, vcl pno, lost
- 1927/31? Partita per orch, (aka Suite 1)
- 1928 Symphonic Study, mutilated but reconstructed in 1981 by Paavo Heininen
- 1929 Concert Piece, vln pno, lost
- 1929 Notturno, poem, orch
- 1930 Ten Pieces for orch, incl 1927 Partita
- 1931 Violin Concerto 3, unperformed & burned by cpsr 1955
- 1932 Four Compositions, orch
- 1932 String Sextet, mutilated but reconstructed in 1993 by Paavo Heininen
- 1933 Andante Elegiaco & Canzonetta, vcl pno
- 1933 Andante Religioso, orch
- 1933 Prelude & Fugue on a theme of Robert Kajanus, orch, lost
- 1934 Canzona, str or strqt
- 1934 Dance Suite, orch
- 1934 Four Four Folk Dances, orch
- 1934 Lullaby, orch
- 1934 Sketch for Little Orchestra, unfin
- 1934–35 Abduction of Kyllikki, orch
- 1935 Caressing the Echo, vv
- 1935 Dance Vision, brass
- 1935 Melody & Song After Hunting, brass
- 1935–37 Piano Concerto 2
- 1936 Finnish Folk Melodies, orch
- 1936 Intrada, orch
- 1936 Partita, 2fl ob 2cl bsn hp
- 1936 Two Finnish Folk Dances, orch
- 1936 Two Studies: Tranquillo; Cantabile, small orch
- 1937 Five Ugrian Folk Melodies Suite 1, 5 Vogul & Ostyak melodies
- 1937 Music to the Play Panu, orch
- 1937 Scherzo, orch
- 1938 Five Ugrian Folk Melodies Suite 2, 5 Mordvin Vogul & Ostyak melodies
- 1938 r43 Ukri, mvv orch
- 1939 Olympic Fanfare 1, brass
- 1939 String Quartet a
- 1940 Three Impressions, orch
- 1941/43–44 Cello Concerto 2 d
- 1941 Two Pieces: Andante Cantabile; Allegro Ritmico, orch
- 1942 Music for Summer Night, orch
- 1943 Alla Marcia I-II, pno
- 1943 Arioso, An Ugrian Melody, fl cl str
- 1943 Preludio, vln pno
- 1943 The Swing, vv
- 1943–44 Intermezzo, vln pno
- 1946 Idiot, vv
- 1946 Improvisation, 2pno, mutilated & lost
- 1946 Midsummer, vv
- 1946 Old Lemminikainen, vv
- 1946 Silence, vv
- 1947 Fanfare, 3tpt 4hn 3trb tuba timp, lost
- 1947 The Laurel of Hellas, Hymn, vv orch
- 1948 Jubileum Cantata, 70th anniv of the publishing house WSOY, sop ten vv orch
- 1949–50 Song of the City by the Sea, cantata, sop bar vv orch
- 1951 Olympic Hymn, vv orch
- 1952 Andante, pno
- 1952 Olympic Fanfare 2, brass
- 1952 Symphony 3
- 1952 Worlds Meet, film about Olympics in Helsinki, uses olympic music
- 1953 Gold & Glory, film about Olympics in Helsinki, uses olympic music
- 1953 Ihalempi, mvv orch
- 1953 The Jump of Pan, pno
- 1954 Let this Night be Merry, vv
- 1954 Violin Concerto 4, Rainbow
- 1955 Genesis, cantata, sop vv orch
- 1955 Piano Concerto 3
- 1955 Piano Concerto 3: Pietà, vln pno
- 1956 Andante, str
- 1956 Tuhma, mvv orch